# Radstock
Radstock est une ville et une paroisse civile du Somerset, en Angleterre.